# Wózek samojezdny AGV
Wózek samojezdny AGV (ang. automated guided vehicle) – pojazd bezzałogowy sterowany za pomocą odpowiednich układów nawigacji bez potrzeby bezpośredniej obsługi operatora. Ładowność wózka AGV wynosi typowo od kilku kilogramów do kilkuset ton. W dobie Przemysłu 4.0, pojazdy AGV znajdują szerokie zastosowanie w obszarze automatyzacji procesów. W zakresie nawigacji współczesne pojazdy AGV dostosowane mogą być do potrzeb zakładu i współpracują m.in. z systemem lokalizacji obiektów w przestrzeni hal produkcyjnych.

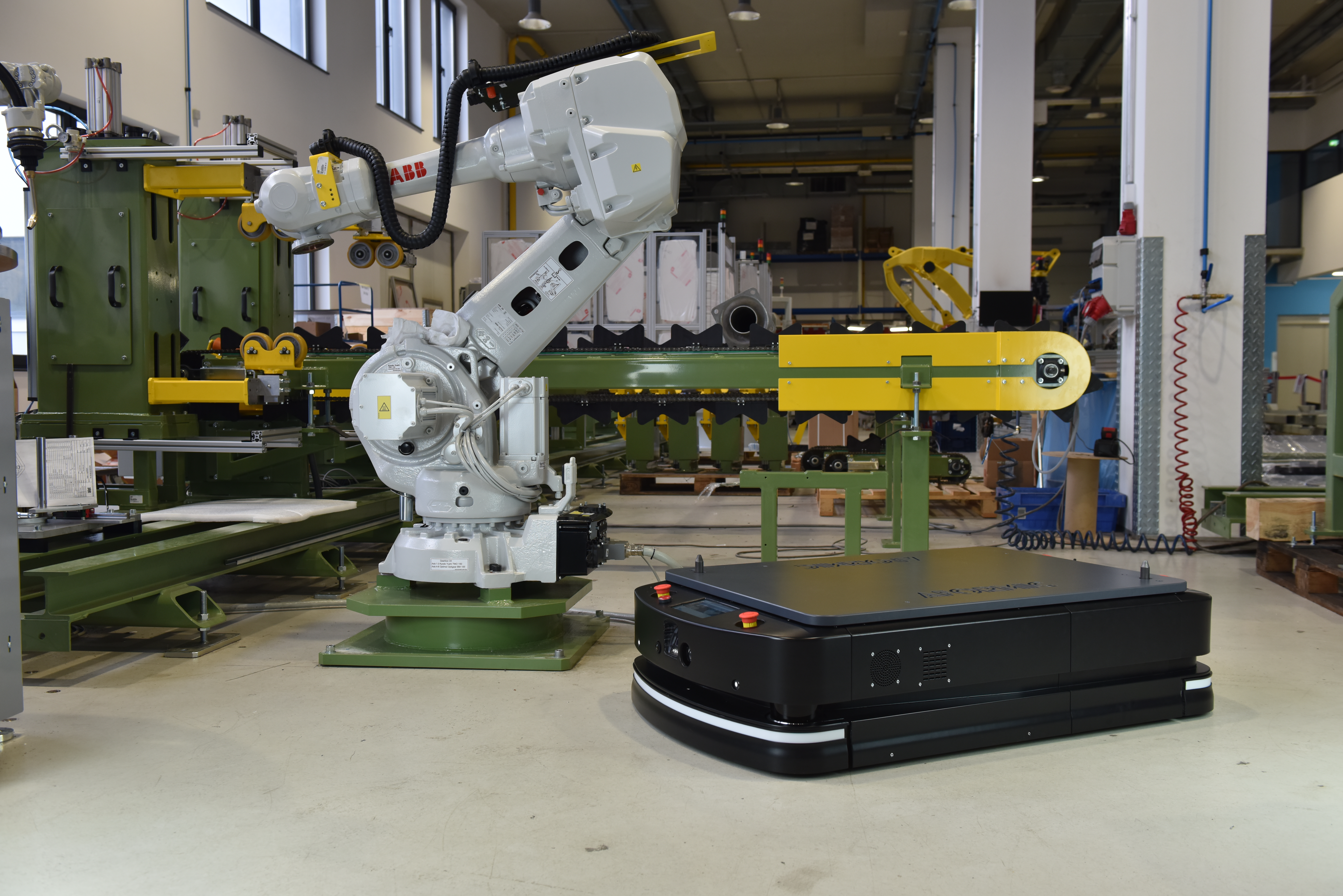
AGV dostarcza podzespoły do linii produkcyjnej

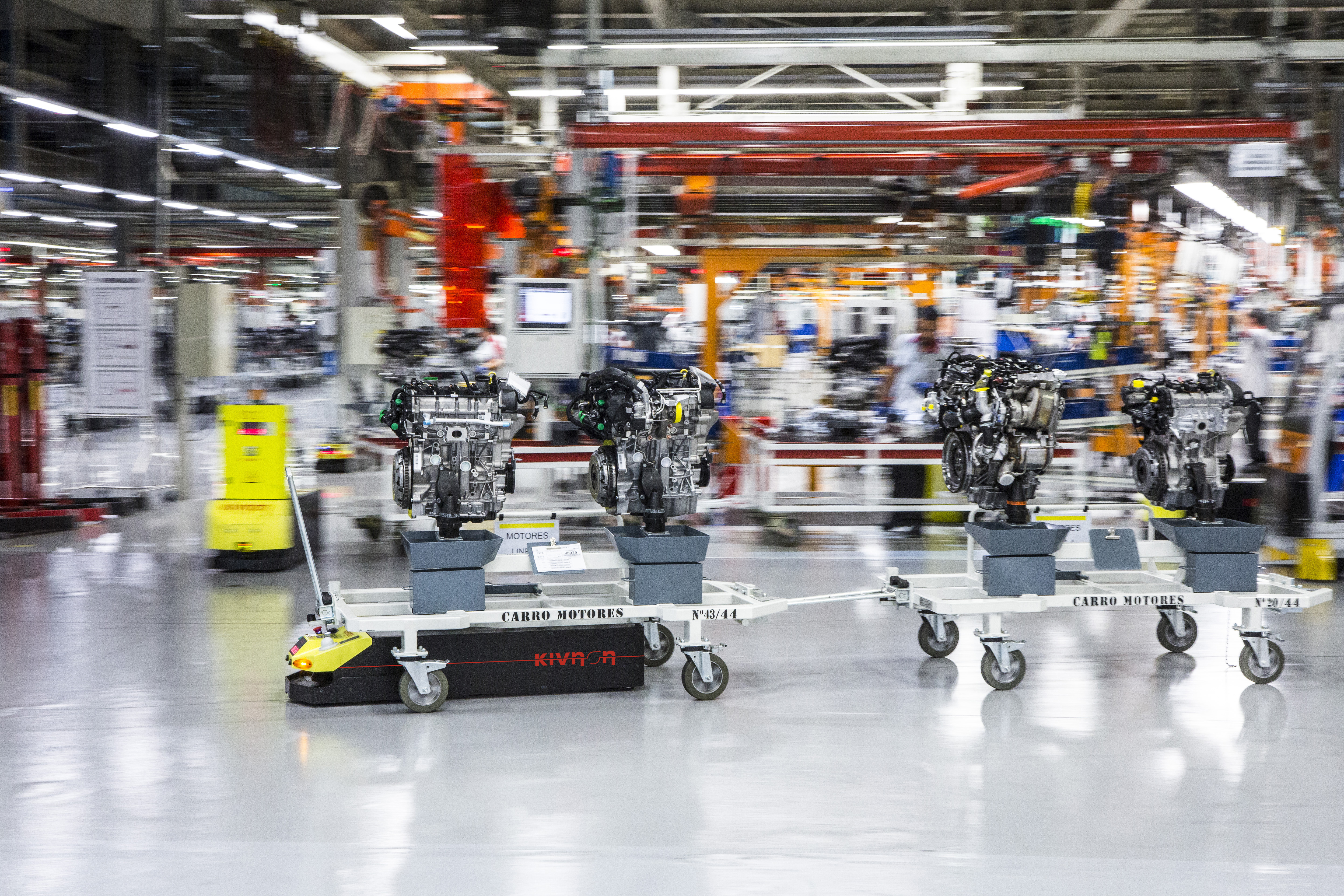
AGV ciągnący wózek

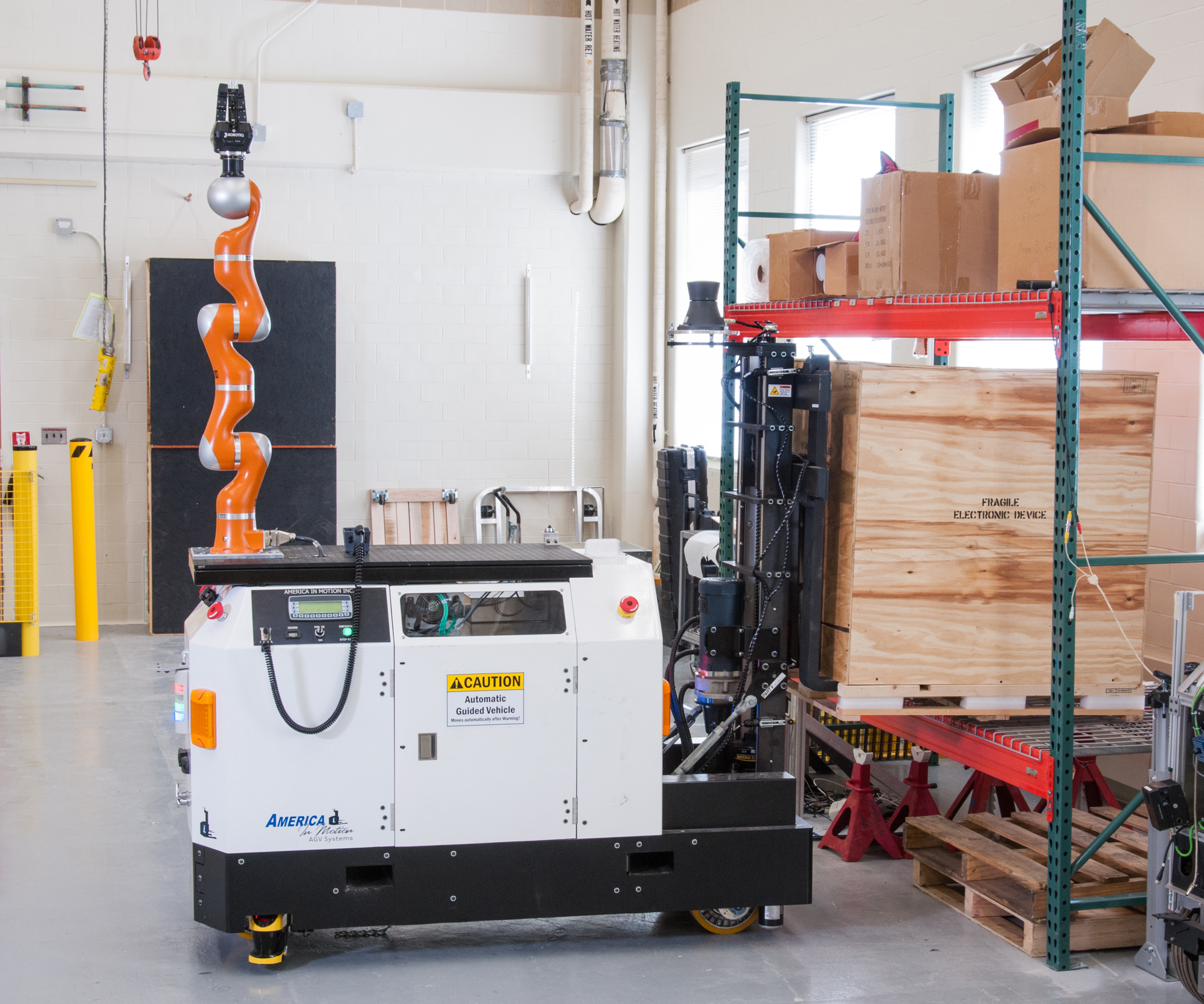
AGV wyjmuje skrzynię z regału przemysłowego

## Metody sterowania wózków AGV[2]
Metody sterowania podzielić można na dwie grupy – sposoby nawigacji bazujące na istnieniu fizycznej ścieżki umieszczonej pod powierzchnią lub na powierzchni podłoża, wzdłuż której ma poruszać się pojazd. Oraz metody nawigacji nie wymagające istnienia fizycznej ścieżki transportowej i polegające na przemieszczaniu się pojazdu wzdłuż dowolnej trasy, która istnieje w pamięci układu sterowania pojazdu.
Pętla indukcyjna – przepływ prądu elektrycznego o stałej, określonej częstotliwości w kablu umieszczonym pod podłogą wytwarza pole magnetyczne. Czujniki magnetyczne zamontowane w pojeździe AGV wychwytują natężenie pola. Wózek AGV porusza się w taki sposób, aby wartość natężenia pola była cały czas jak największa.
Metoda refleksyjna – taśmę refleksyjną lub z materiału ferromagnetycznego nakleja się na podłodze. Linia utworzona z taśmy śledzona jest za pomocą czujników magnetycznych (dla linii wykonanej z tworzywa ferromagnetycznego) bądź czujników światła (dla linii z taśmy refleksyjnej) umieszczonych w wózku AGV.
Sterowanie wizyjne – analiza obrazu przekazywanego z kamer umieszczonych w wózku AGV, co umożliwia odtworzenie trasy wraz z zarejestrowanymi obiektami.
Nawigacja laserowa – urządzenie wyposażone w skanery laserowe skanuje pomieszczenie wykrywając znaczniki zamocowane na ścianach. Podobną metodą, nie wymagającą jednak montowania znaczników, jest nawigacja oparta na technologii LIDAR. W tej metodzie skanery laserowe tworzą mapę terenu i umożliwiają lokalizację oraz śledzenie ruchu.

## Typy wózków AGV
Wózki holownicze (Towing Vehicles) – jedne z pierwszych wózków typu AGV. Przeznaczone do holowania wózków oraz przyczep o masie od 4 do 25 ton.
Wózki pojedynczego załadunku (Unit Load Vehicles) – wózki o kompaktowej konstrukcji mające postać platformy, na której umieszcza się ładunek.
Wózki widłowe (Fork Vehicles) – wykorzystywane do transportu ładunków w poziomie, jak i w pionie.
Wózki typu biurowego – przeznaczone do transportu elementów o niewielkich rozmiarach i masie (do ok. 250 kg).

## Systemy zasilania[5][6]
- Manualna wymiana baterii.
- Zasilanie pojazdów z pętli indukcyjnych zatopionych w podłożu na całych trasach przejazdu.
- Superkondensatory – wózki mogą być wyposażone w superkondensatory ładowane indukcyjnie na trasach i/lub w stacjach zasilających – to rozwiązanie nie wymaga wykorzystania pętli indukcyjnych.

## Zastosowanie
Wózki AGV wykorzystywane są głównie tam gdzie istnieje potrzeba redukcji kosztów działalności gospodarczej. Głównym obszarem zastosowania wózków AGV jest przemysł motoryzacyjny oraz duże centra logistyczne nastawione na ciągłą optymalizację produkcji. Obecnie w dużej mierze wózki AGV wykorzystywane są do prac transportowych wewnątrz fabryk, magazynów, budynków biurowych i na zamkniętych obszarach. Ponadto wózki AGV znajdują zastosowanie w przypadkach produkcji obejmującej procesy cykliczne, do transportu ciężkich ładunków, a także w przypadku występowania warunków niebezpiecznych bądź negatywnie wpływających na wydajność pracy.
- Elektronika – transport międzyoperacyjny pomiędzy stanowiskami produkcyjnymi.

- Motoryzacja – transport elementów w procesie produkcji silników i elektroniki samochodowej. Zaopatrywanie gniazd produkcyjnych oraz odbieranie półproduktów lub gotowych produktów takich jak opony czy silniki.

- Medycyna – wydajny transport i pełna integracja z systemem drzwi automatycznych w szpitalach. Automatyczny odbiór i dostarczanie posiłków, pościeli na oddziały; wywóz śmieci i odpadów medycznych.

- Przemysł spożywczy – pojazdy AGV stosowane są do przenoszenia materiałów w przetwórstwie żywności (takich jak ładowanie żywności lub tac do sterylizatorów). Ładowanie i rozładowanie standardowych przyczep drogowych. Transport i odbiór palet z magazynu.

- Branża FMCG – transport towarów i półproduktów. Integracja floty wózków z liniami przenośników i innymi systemami w obszarach produkcji i magazynowania.

- Meblarstwo – transport drobnych elementów (np. wkręty) i gotowych produktów.

- Logistyka magazynowa – automatyzacja rozładunku, kompletacja zamówień w e-handlu.

- Lotniska – transport bagaży.

### Przykłady zastosowań wózków AGV
- Sterowane laserowo automatyczne systemy transportowe u producenta przypraw AVO obsługują transport w odważalni przypraw. Ich zadaniem jest ustawianie, z wysokim stopniem dokładności, pojemników zbiorczych pod systemami butelkowania i dozowania[8].
- Pojazdy AGV pracują w kopalniach rudy żelaza w regionie Pilbara w Australii Zachodniej. Dane przez nie mierzone są wykorzystywane przez system sztucznej inteligencji, dzięki któremu pojazdy uczą się topografii terenu kopalni[1].
- Pojazd AGV (Formica 1) w firmie AIUT dostarcza podzespoły do linii produkcyjnej urządzeń IoT[9].
- Wózek AGV (MOBOT AGV FlatRunner HT) transportuje detale w procesie produkcji kanałów wentylacyjnych w firmie NucAir Technologies[10]
- Wózki AGV (MOBOT AGV) transportują przekładnie hybrydowe w fabryce Toyota w Polsce[11]

## Historia[7]
- Lata 50 XX w. – pierwszy pojazd AGV wprowadzony przez Barrett Electronics z Northbrook w stanie Illinois. Był to wózek holowniczy sterowany metodą indukcyjną.
- 1954 r. – w fabryce Mercury Motor Freight w mieście Columbia w stanie Karolina Południowa uruchomiono automatyczny system transportowy oparty głównie na wykorzystaniu pojazdów AGV.
- 1973 r. – fabryka Volvo w Kalmar (Szwecja). Pierwszy wielkoskalowy system AGV – do transportu nadwozi samochodów w montażu końcowym wykorzystano samojezdne platformy.
- Lata 80 XX wieku – w zakładach John Deere w Waterloo w stanie Iowa zastosowano automatyczny system transportowy pomiędzy magazynami a wydziałami produkcyjnymi.